# Фондо Вела (Кротоне)
Фондо Вела је насеље у Италији у округу Кротоне, региону Калабрија.
Према процени из 2011. у насељу је живело 17 становника. Насеље се налази на надморској висини од 25 м.